# 탑 독 엔터테인먼트

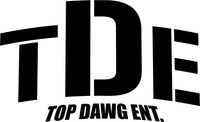

탑 독 엔터테인먼트(Top Dawg Entertainment)는 흔히 TDE라고도 불리는 미국의 힙합 레이블이다. 대표적인 소속 가수로는 켄드릭 라마, 스쿨보이 Q 등이 있다.

## 소속 아티스트
- Jay Rock
- Kendrick Lamar
- Ab-Soul
- ScHoolboy Q
- Black Hippy
- Isaiah Rashad
- SZA
- SiR